# Postigo de San Martín
El postigo de San Martín o portillo de San Martín fue un antiguo acceso a Madrid de la cerca de Felipe II que rodeaba a la Villa. situado en lo que luego sería la plaza de Callao. Extramuros, daba al arrabal de San Martín.
Se documenta la existencia de este postigo en dos localizaciones sucesivas, el primero en el cruce de la calle del Postigo de San Martín con la calle de las Navas de Tolosa. Más tarde, a causa del crecimiento de la ciudad, se trasladó al final de la calle (la actual plaza del Callao).